# Бурлацкое (Донецкая область)
Бурлацкое (укр. Бурлацьке) — посёлок в Великоновосёлковском районе Донецкой области Украины.
Население по переписи 2001 года составляло 203 человека. Почтовый индекс — 85522. Телефонный код — 6243. Код КОАТУУ — 1421286602.
С 14 марта 2025 года после ожесточённых боёв оккупирован ВС РФ

## Местный совет
85522, Донецька обл., Великоновосілківський р-н, с-ще Шевченко, вул. Шевченка, 3, 96-5-46  (укр.)